# Сражение у Невиса
Сражение при Невисе (англ. Battle of Nevis) — сражение Второй англо-голландской войны, произошедшее между английской и франко-голландской эскадрами 20 мая 1667 год у острова Невис.

## Предыстория
В 1665—1666 годах англичанами из бывших голландских колоний были захвачены Синт-Эстатиус, Саба, Сен-Мартен, Тобаго и некоторые другие острова. Но ситуация начала изменяться, 18 февраля 1667 года капитан Абрахам Крийнссен захватил Суринам, а позже забрал обратно и Тобаго; французы захватили Антигуа, Сент-Кристофер и Монтсеррат. Остров Невис был подвергнут опасности. Такой была ситуация, когда в марте 1667 года капитан Джон Берри, плывший на нанятом 56-пушечном военном корабле Coronation из Англии, достиг Барбадоса. Он предложил губернатору Барбадоса план по отражению угрозы франко-голландского нападения на Невис. Были наняты и вооружены частные суда, всего 10 кораблей и 1 брандер. Командование поручено Джону Берри.
Англичане полагали, что голландцы и французы собираются отплыть из Сент-Кристофера в составе двадцати военных кораблей, шести маленьких кораблей и шести больших транспортов. Берри приплыл вовремя, как раз для того, чтобы напасть на союзников в тот момент, когда они сами готовились к нападению.
Но, согласно голландским источникам, союзники плыли не от Сент-Кристофера, а от Мартиники. Отплытие флота союзников произошло около 4 мая.

## Ход сражения
Сила союзной эскадры, а точнее, двух отдельных эскадр -  французской и голландской - состояла не из тридцати двух, как считал Берри, а из восемнадцати судов, крупнейшее из которых несло только 38 пушек. Непосредственной же целью союзной эскадры было не нападение на Невис, а уничтожение английской эскадры и получение контроля над водами Вест-Индии.
По английским источникам англичане имели двенадцать судов, а не одиннадцать, как сообщал Берри; некоторые из них были намного более тяжелыми, чем любой из кораблей союзников. Французские источники говорят о том, что союзники имели восемнадцать судов, а англичане семнадцать, превосходящей силы.
Результатом сражения была победа союзников, англичане были разбиты, потеряв при этом по крайней мере три судна. После сражения французская эскадра ушла на Мартинику, голландская отплыла к Виргинии. Англичане остались у Невиса.

## Потери сторон
Потери английской эскадры равнялись 24 убитым, 28 раненым, помимо этого ещё около 30 человек погибло на взорвавшемся корабле Bristol. Потери франко-голландской эскадры — около 80 человек.